# アンドレアス・アントン・シュメルツァー
アンドレアス・アントン・シュメルツァー（Andreas Anton Schmelzer/Schmeltzer または Andreas Anton Schmelzer von Ehrenruef, 1653年11月26日 - 1701年10月13日）は、オーストリアのヴァイオリニスト、作曲家。生没地はウィーン。
シュメルツァーはオーストリアの有名なヴァイオリニストの1人だった。ヨハン・ハインリヒ・シュメルツァーの3人いた息子の1人で、有名だった父の仕事を引き継いだ。

## 作品
- Die Türkenschlacht　（ヴァイオリンと通奏低音のための）
- ヴァイオリンと通奏低音のためのソナタ　イ短調「キリスト教徒の勝利」（ハインリヒ・ビーバーの「ロザリオのソナタ集」第10番の改作）
- アントニオ・ドラーギのオペラ「Achille in Tessalia」のためのバレエ音楽